# كابورج
 كابورج ، (بالفرنسية: Cabourg)‏، هي بلدية فرنسية في إقليم كالفادوس، في منطقة نورماندي بفرنسا. تقع كابورج على ساحل القناة الإنجليزية، عند مصب نهر دايفز. البلد خصبة ومناسبة لزراعة الحبوب. تقع المدينة على ساحل فلوري (ساحل الأزهار) ويزيد عدد سكانها بأكثر من 40,000 خلال فصل الصيف.

## توأمة
لكابورج اتفاقيات توأمة مع كل من:
- يورمالا
- كاسترو أورديالس
- خور
- مايرهوفن
- مربلة
- Mondorf-les-Bains [الإنجليزية]‏
- سبا (بلجيكا)
- تيراتشينا
- باد هومبورغ